# Hadmar II di Kuenring
Hadmar II di Kuenring (intorno al 1140 – 22 luglio 1217) fu un ministeriale della stirpe dei Kuenringer nel ducato d'Austria e figlio di Albero III di Kuenring. Nel 1192 tenne prigioniero nel castello di Dürnstein Riccardo Cuor di Leone, re d'Inghilterra.

## Biografia
Hadmar II fondò anche la città di Weitra dal 1201 al 1208. Già nel 1180 fece costruire una chiesa vicino a Weitra - l'odierna chiesa sussidiaria di Altweitra - attorno alla quale si sarebbe sviluppata la città, ma vent'anni dopo decise di spostare il luogo per ragioni strategiche.
Nel libro dei donatori del monastero di Zwettl, il cosiddetto Bärenhaut, Hadmar è spesso citato come patrono e benefattore del monastero. Il Bärenhaut riporta anche la sua morte (fol. 25/26): Hadmar seguì la chiamata alla crociata annunciata da papa Innocenzo III al IV concilio Lateranense nel 1215 e si unì al duca Leopoldo VI di Babenberg. Dopo la traversata si ammalò e morì il 22 luglio 1217. I suoi compagni lessarono il cadavere per separare la carne dalle ossa. Portarono a casa le ossa e, secondo i suoi desideri, il cuore e la mano destra con grande difficoltà e li seppellirono nel monastero di Zwettl.

## Famiglia e figli
Hadmar sposò Eufemia di Mistelbach ed essi ebbero:
- Albero IV († dopo il 1220);
- Hadmar III di Kuenring (1180 circa-1231 circa);
- Enrico I (III) (1185 circa–1233);
- Gisela.